# Висконсинский университет в Милуоки
Висконсинский университет в Милуоки (англ. University of Wisconsin-Milwaukee) — публичный исследовательский университет в Милуоки (Висконсин, США), входящий в систему Висконсинского университета. В современном виде существует с 1956 года, позволяет получить степень бакалавра по почти 100 специальностям на 14 факультетах. Штат составляет около 1600 преподавателей, студентов на первой степени — 19,600 (осень 2021/2022).

## Общее описание
Кампус университета располагается на севере Милуоки, в восточной прибрежной полосе, недалеко от озера Мичиган. Площадь кампуса — 104 акра (42 га) (согласно Times Higher Education) или 277 акров (112 га) (согласно рейтингу вузов U.S. News & World Report).
В составе университета насчитывается 14 факультетов и профессиональных школ, позволяющих получить степень бакалавра почти по 100 специальностям. 47 учебных программ являются полностью заочными. Штат преподавателей составляет около 1600 человек, общее число студентов превышает 25 тысяч, в том числе (по данным на осень 2021/2022 учебного года) 19 600 на первой степени. В университете ежегодно проходят обучение около 1000 студентов из-за рубежа (стоимость обучения для таких студентов и студентов из-за пределов штата Висконсин около 21,5 тысячи долларов США в год против около 9,5 тысячи для студентов из Висконсина). В число наиболее престижных программ входят степень по библиотековедению и информационным наукам, школа архитектуры и программа для медсестёр. Высокие оценки от студентов получают также школа бизнеса, программа бухгалтерского дела, подготовительный курс по стоматологии, школы театрального и киноискусства (среди выпускников Висконсинского университета в Милуоки — Джим Ригель, лауреат трёх премий «Оскар» за визуальные эффекты за кинотрилогию «Властелин колец»). Благодаря близости к озеру Мичиган, одному из североамериканских Великих озёр, в университете действует единственная в США учебная программа, полностью посвящённая исследованиям пресных водоёмов.
В рейтинге вузов мира Times Higher Education Висконсинский университет в Милуоки в 2023 году входил в группу вузов, занимающих места с 801-го по 1000-е, а в рейтинге этого же издания для вузов США за 2022 год — в группу ниже 600-го места. В рейтинге U.S. News & World Report для американских университетов за 2022 год он делил 331—400-е места; его программа подготовки медсестёр в этом же рейтинге входила в число 50 лучших по стране.

## История
В 1885 года на западе Милуоки была основана Нормальная школа штата Висконсин, занимавшаяся подготовкой школьных учителей. В 1909 году она переехала в новое помещение в восточной части города — Митчелл-Холл, спроектированный архитекторами ван Рином и де Джеллеке и получивший название в честь уважаемого в Милуоки семейства. Здание было расширено в 1912 году, а в 1927 году Нормальная школа Милуоки была реорганизована в Учительский колледж штата Висконсин и получила право присваивать академические степени. В 1951 году произошла новая реорганизация, в результате которой вуз получил название Колледжа штата Висконсин, а в 1955 году он слился с городским филиалом Висконсинского университета и получил современное название. Митчелл-Холл, первое здание университета, перенёс реконструкцию в 1977 году и в XXI веке продолжает служить как учебное и административное здание.